# Neue Zeit (Moskau)
Die Neue Zeit war die deutschsprachige Ausgabe der sowjetischen Zeitschrift Nowoje wremja. Sie erschien von 1945 bis 1992 und  wurde in der DDR und in westlichen Ländern vertrieben.

## Geschichte
Seit Juni 1945 wurde die Neue Zeit als eine der ersten Zeitungen durch die sowjetischen Besatzungsbehörden in Deutschland herausgegeben. 
Sie erschien zuerst halbmonatlich, später wöchentlich.
Sie enthielt übersetzte Artikel aus der russischsprachigen Ausgabe, die vor allem theoretische Aspekte der sowjetischen Außenpolitik darstellten. Sie wurde später in der DDR besonders  von gesellschaftswissenschaftlichen Institutionen und Parteiorganisationen als Richtlinien und Argumentationshilfen gelesen.
In der Bundesrepublik Deutschland und weiteren westlichen Ländern wurde sie von außenpolitisch Verantwortlichen, aber auch von interessierten Laien, vor allem aus dem linken Milieu gelesen, da sie in den ideologischen Auseinandersetzungen des Kalten Krieges die Position der östlichen Seite verhältnismäßig sachlich darstellte. Daneben gab es  Ausgaben in den meisten anderen europäischen Sprachen.
Seit 1985 unterstützte die Neue Zeit die Reformpolitik von Glasnost und Perestroika, weswegen sie in der DDR  bei offiziellen Organisationen nicht mehr besonders beliebt war.
1992 wurde die deutsche Ausgabe eingestellt. Die russische Originalausgabe bestand bis 2017 als Printzeitung, seitdem gibt es 
sie als Internetzeitung The New Times.